# Marcinków (województwo łódzkie)
Marcinków – wieś w Polsce położona w województwie łódzkim, w powiecie opoczyńskim, w gminie Żarnów.
W skład sołectwa Marcinków wchodzą także wsie Kamieniec i Tomaszów.
Do 1954 roku siedziba gminy Machory. W latach 1954–1972 wieś należała i była siedzibą władz gromady Marcinków. W latach 1975–1998 miejscowość administracyjnie należała do województwa piotrkowskiego.
| SIMC    | Nazwa             | Rodzaj    |
| ------- | ----------------- | --------- |
| 0557783 | Gajówka Marcinków | część wsi |

Wierni Kościoła rzymskokatolickiego należą do parafii Miłosierdzia Bożego w Chełstach.

## Historia
Nazwa miejscowości wywodzi się od Marcina Dołęgi, jej założyciela. Wraz z Michałem Odrowążem Straszem uważani są przez historyków za osiemnastowiecznych pionierów akcji osadniczej wieczystodzierżawnej w dawnym powiecie opoczyńskim. Około 1775 r. Marcin Dołęga utworzył na terenie Chełst kolonię Marcinków, zwaną początkowo Pieńkami.
Oficer wojsk koronnych, kalwin Marcin Dołęga był właścicielem majątku, w skład którego wchodziły między innymi: Adamów, Chełsty, Machory, Młynek, Myślibórz, Sulborowice i Wesołej. Dziedzic tego rozległego majątku skupiał się głównie na produkcji surówki wielkopiecowej. Posiadał on 6 dymów fabrycznych w Młynku i 4 w Machorach. Okolice te obfitowały również w złoża rudy żelaznej i glinki ogniotrwałej.
Na początku XIX w. Marcinków oraz wcześniej wymienione miejscowości wraz z Korytkowem należały do Ignacego i Katarzyny Dembińskich, jednak rabunkowa gospodarka właścicieli doprowadziła do tego, że majątek został poddany licytacji.
W 1814 r. dobra te nabył warszawski przemysłowiec żydowskiego pochodzenia Samuel Fraenkel. W 1826 roku małżonkowie Atalia i Samuel Fraenkel sprzedali synowi Atalii, Ludwikowi Laskiemu dobra: Machory, Młynek, Marcinków, Adamów, Chełsty, Wyszyna, Piasek (Tama) oraz Sulborowice w powiecie koneckim za sumę 350 000 zł.
W 1862 r. dobra Machory w skład, których wszedł między innymi Marcinków oraz Klew i Sulborowice stały się własnością Antoniego Laskiego i Ludwiki z Laskich, małżonki Rudolfa Beningsena. Wtedy to powstały nowe kolonie. Były to: Antoniów - nazwa pochodzi prawdopodobnie od założyciela, Cegielnia, Jasin (Jasion), Maliny (prawdopodobnie Malenie), Dąbrowa (Nowa Góra), oraz Podlesie. Miejscowości te zostały utworzone w obrębie folwarku Machory.
Ostatnim prywatnym właścicielem tych ziem był Ludwik Bayer, który pod koniec XIX w. uruchomił w Machorach fabrykę kafli i tektury.